# Kraft V. (Hohenlohe-Weikersheim)

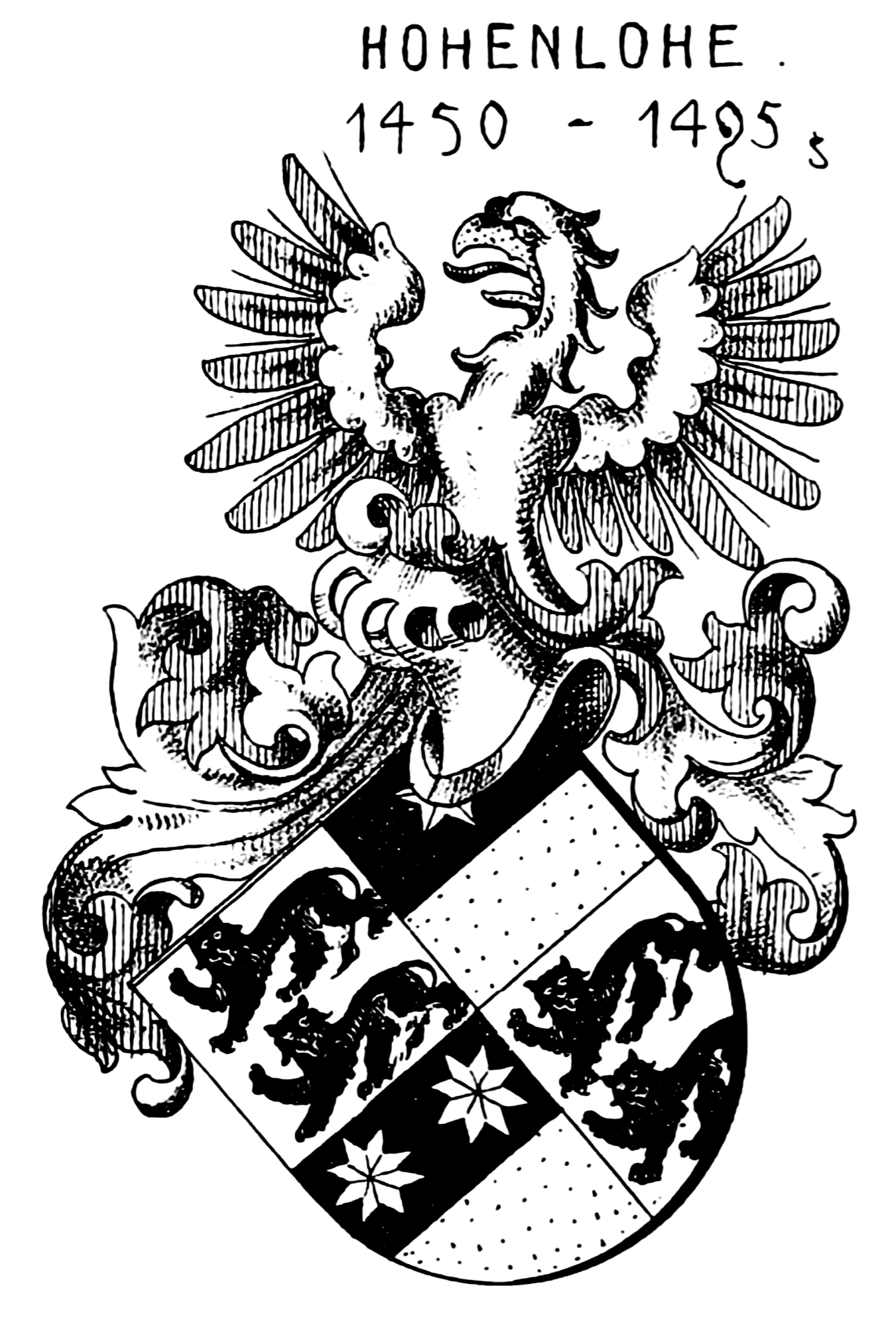
Wappen des Grafen Kraft V. zu Hohenlohe und Ziegenhain

Kraft V. von Hohenlohe-Weikersheim (* um 1416; † 31. März 1472) war seit 1429 zusammen mit seinem Bruder Albrecht II. Herr des Hauses Hohenlohe. Im Jahre 1450 erhob ihn König Friedrich III. zusammen mit seinem Bruder zum Reichsgrafen von Ziegenhain und Nidda.

## Abstammung
Kraft V. war ein Sohn von Albrecht I. von Hohenlohe-Weickersheim († 1429) und seiner Frau Elisabeth von Hanau († 1475), Tochter von Ulrich V. von Hanau und seiner Frau Gräfin Elisabeth von Ziegenhain.

## Leben

### Frühe Jahre
Beim Tod des Vaters 1429 waren Kraft V. und seine Brüder noch minderjährig, so dass ihre Mutter Elisabeth von Hanau die Vormundschaft und Regentschaft übernahm. Der Beitrag der Mutter für den Fortbestand des Hauses Hohenlohe war groß. Außerdem überlebte sie ihren Sohn Kraft V. um drei Jahre.
Im Jahre 1430 fand ein Reichstag in Nürnberg statt. Dabei erhielten die Hohenlohe-Brüder ihre Lehen vom Heiligen Römischen Reich und vom Hochstift Regensburg bestätigt.
1432 trat Kraft V. die Herrschaft an. Mit der Volljährigkeit beteiligte sich auch sein Bruder Albrecht II. an der Herrschaft.
Um die zu Hohenlohe gehörende Stadt Möckmühl entstand eine Fehde mit Graf Michael von Wertheim. Dieser hatte Möckmühl von den Grafen von Nassau erworben, denen es die Hohenloher einst verpfändet hatten. Graf Michael wollte Möckmühl auch gegen die Bezahlung der Pfandsumme von 9000 Gulden nicht mehr an das Haus Hohenlohe herausgeben. Der Lehensherr, das Hochstift Würzburg, entschied nach Vorlage der Urkunden für das Haus Hohenlohe, aber Michael von Wertheim ignorierte dies. In dieser Fehde verbündete sich Kraft V. mit dem Erzstift Mainz, dem Hochstift Würzburg und dem Burggrafen von Nürnberg und nahm 1437 die Burg Schweinberg von Graf Michael von Wertheim ein. Das so wiedererworbene Möckmühl wurde erneut verpfändet, dieses Mal an Seyfried von Venningen, und konnte auch nur unter Mühen wieder ausgelöst werden. 1445 verkauften die Brüder die Herrschaft Möckmühl endgültig für eine Summe von 26.000 Gulden an die Kurpfalz.
Im Ersten Markgrafenkrieg verloren die Hohenlohe-Brüder am 11. März 1450 in der Schlacht bei Pillenreuth 26 Ritter und Vasallen.

### Reichsgrafschaft und Erbstreitigkeiten

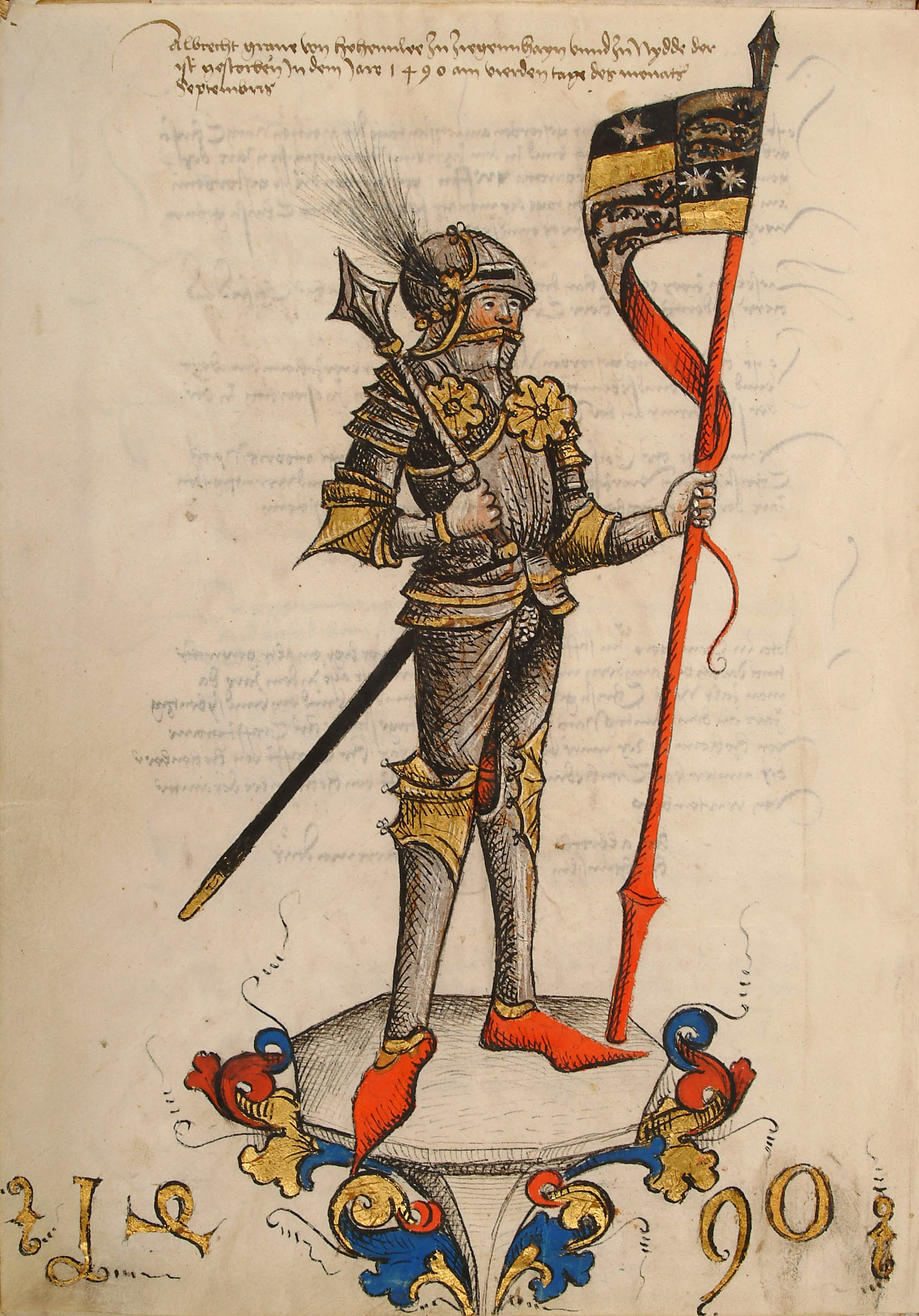
Krafts Bruder Albrecht, „Graf von Hohenlohe zu Ziegenhain und Nidda“ mit dem vermehrten Wappen

Am 14. Mai 1450 wurden die Brüder Kraft V. und Albrecht II. von König Friedrich III. mit der Grafschaft Ziegenhain und Nidda belehnt und waren damit Reichsgrafen. Diese Belehnung war durch Erbschaftsansprüche begründet, die von ihrer Großmutter Elisabeth von Ziegenhain herrührten. Deren Bruder Johann II. von Ziegenhain war 1450 ohne erbberechtigte Nachkommen verstorben.
Landgraf Ludwig von Hessen betrachtete die Grafschaften Ziegenhain und Nidda jedoch als seine an ihn heimgefallenen Lehen und ignorierte deshalb diese Belehnung. Stattdessen besetzte er die Grafschaften und machte den Herren von Hohenlohe diese Belehnung somit streitig. Der Erbstreit führte zu kriegerischen und rechtlichen Auseinandersetzungen, die so lange anhielten, dass Kraft V. deren Ende nicht mehr erleben sollte, da er bereits 1472 verstorben war. Der Streit zog sich bis ins Jahr 1495 hin, als er auf dem Reichstag zu Worms endgültig beigelegt wurde. Es endete damit, dass Landgraf Wilhelm II. mit der Zahlung von 9000 Gulden die Hohenloher Ansprüche an Krafts V. Söhne Gottfried und Kraft VI. abgefunden hatte. Das Ziegenhainer Territorium blieb bei der Landgrafschaft Hessen. Die Hohenloher konnten allerdings den Titel Graf weiter benutzen, den sie durch die Belehnung mit der Ziegenhainer Grafschaft erstmals erlangt hatten. Auch den sechsstrahligen Ziegenhainer Stern führten sie weiterhin in ihrem Wappen.

### Spätere Jahre
1452 war Graf Kraft V. beteiligt am Gefolge von König Friedrich III. bei dessen Zug nach Rom zur Kaiserkrönung durch Papst Nikolaus V. Für die dabei geleisteten Dienste belohnte ihn der Kaiser mit dem Recht der Hohen Gerichtsbarkeit. 1454 ließ Kraft V. anstelle der alten baufällig gewordenen romanischen Kirche den Grundstein zum Neubau der heutigen spätgotischen Stiftskirche Öhringen legen.
1455 teilten die Brüder Kraft V. und Albrecht II. das Land. Kraft V. erhielt Waldenburg und Schillingsfürst, sein Bruder Neuenstein, Langenburg und Bartenstein.
Kraft V. war in eine jahrelange Fehde mit dem Haus Horneck von Hornberg verwickelt und beteiligte sich 1458 mit Graf Ulrich von Württemberg und Markgraf Albrecht Achilles an der Belagerung und Zerstörung der Burg Widdern.

## Familie
Kraft V. von Hohenlohe-Weickersheim heiratete 1431 Gräfin Margarethe von Oettingen (* 1430; † 24. Februar 1472), Tochter des Grafen Friedrich III. von Oettingen († 1423) und der Euphemia († 1447), Tochter der Herzogs Bolko III. von Schlesien-Münsterberg. Sie hatten folgende Kinder:
- Gottfried IV. († 1497), verheiratet 1478 mit Hippolyta von Wilhermsdorf
- Friedrich († 1478), Domherr in Trier (1455–1478), Domherr in Straßburg (1459), Domherr in Würzburg und Prior in Krems (1460), Domherr in Köln (1463), Domherr in Passau (1466), Domherr in Mainz-Speyer (1474)
- Adolf († 1481), Rat und Kämmerer Herzog Karls des Kühnen in Brügge
- Kraft VI. († 1503), verheiratet am 26. Februar 1476 mit Gräfin Helena von Württemberg († 1506)
- Margarete († 1469), verheiratet 1462 mit Schenk Philipp II. von Erbach-Erbach († 1477)
- Anna († 1468), Ordensschwester in Liechtenstein
- Ymana († 1475)